# 111
111 (сто и единадесета) година по юлианския календар е невисокосна година, започваща в сряда. Това е 111-а година от новата ера, 111-а година от първото хилядолетие, 11-а година от 2 век, 1-вата година от 2-рото десетилетие на 2 век, 2-рата година от 110-те години. В Рим е наричана Година на консулството на Пизон и Болан (или по-рядко – 864 Ab urbe condita, „864-та година от основаването на града“).

## Събития
- Консули в Рим са Гай Калпурний Пизон и Марк Ветий Болан.

## Родени
- 27 ноември – Антиной, фаворит на римския император Адриан